# Bitwa o Wuhan
Artykuł ten został zgłoszony do umieszczenia na stronie głównej w rubryce „Czy wiesz”.
Pomóż nam go sprawdzić: oceń zgłoszoną nominację.
Bitwa o Wuhan (chiń. trad. 武漢會戰; chiń. upr. 武汉会战; jap. 武漢作戦, w Chinach znana jako obrona Wuhanu (chiń. trad. 武漢保衛戰; chiń. upr. 武汉保卫战) – długotrwała bitwa, a właściwie kampania II wojny chińsko-japońskiej. Walki toczyły się na rozległych obszarach prowincji Anhui, Henan, Jiangxi, Zhejiang i Hubei przez okres czterech i pół miesiąca. Była to największa, najdłuższa i najkrwawsza bitwa w całej wojnie . Ponad milion żołnierzy Narodowej Armii Rewolucyjnej z 5. i 10 Strefy Wojennej pod bezpośrednim dowództwem Czang Kaj-szeka broniło miasta Wuhan przed Armią Obszaru Centralnych Chin Cesarskiej Armii Japońskiej dowodzoną przez Shunroku Hatę. Siły chińskie były również wspierane przez Radziecką Grupę Ochotniczą, grupę pilotów-ochotników z radzieckich Wojskowych Sił Powietrznych.
Bitwa zakończyła się zdobyciem Wuhanu przez siły japońskie, jednak pociągnęła za sobą ciężkie straty po obydwu stronach. Choć Chińczycy stracili blisko milion ludzi, żołnierzy i cywilów, to również Japończycy ponieśli największe straty od początku wojny, wskutek czego postanowili skierować swoją uwagę na północ. Zakończenie bitwy o Wuhan oznaczało początek strategicznego impasu w wojnie chińsko-japońskiej, która odtąd przerodziła się w serię lokalnych zmagań na niewielką skalę aż do rozpoczęcia operacji Ichi-gō wiosną 1944 roku.

## Tło
Po incydencie na moście Marco Polo 7 lipca 1937 roku Cesarska Armia Japońska rozpoczęła pełnoskalową inwazję na Chiny. Największe miasta na północy, Pekin i Tiencin padły po kilku dniach obrony do 30 lipca, odsłaniając agresorom resztę Niziny Chińskiej. Aby pokrzyżować japońskie plany, chińscy nacjonaliści postanowili zaatakować Japończyków w Szanghaju, otwierając drugi front. Krwawe walki trwały od 13 sierpnia do 12 listopada, a Chińczycy ponieśli ogromne straty, w tym „70 procent młodych oficerów Czang Kaj-szeka”. Po upadku Szanghaju, Nankin, ówczesna stolica Chin, stał się bezpośrednio zagrożony japońską ofensywą. Wskutek tego zapadła decyzja o przeniesieniu stolicy do Chongqingu.
Wraz z upadkiem trzech głównych chińskich miast (Pekinu, Tiencinu i Szanghaju) pojawiła się duża liczba uchodźców uciekających przed walkami, a także potrzeba przetransportowania rządowych obiektów i materiałów wojennych do Chongqingu. Słabość japońskiego systemu transportowego w tamtym czasie uniemożliwiła jednak rządowi dokończenie ewakuacji. W ten sposób Wuhan stał się de facto „wojenną stolicą” Republiki Chińskiej ze względu na silne fundamenty przemysłowe, gospodarcze i kulturalne. Pomoc napływająca ze strony Związku Radzieckiego zapewniła Chińczykom dodatkowe zasoby wojskowe i techniczne, w tym przybycie Radzieckiej Grupy Ochotniczej.
Siły japońskie zostały w znanym stopniu wyczerpane przez dużą intensywność i zakres terytorialny działań wojennych od początku inwazji w lecie 1937 roku. W związku z tym wysłano posiłki w celu wzmocnienia sił w Chinach, co poważnie nadwyrężyło japońską gospodarkę funkcjonującą nadal według standardów czasów pokoju. Skłoniło to premiera Fumimaro Konoe do ponownego zwołania gabinetu i wprowadzenia 5 maja 1938 roku Ustawy o mobilizacji narodowej, która wprowadziła w Japonii gospodarkę wojenną.

### Znaczenie Wuhanu
Wuhan, położony w połowie drogi w górę rzeki Jangcy, był drugim co do wielkości miastem w Chinach, z populacją sięgającą 1,5 miliona mieszkańców pod koniec 1938 roku. Rzeki Jangcy i Hanshui dzielą miasto na trzy regiony: Wuchang, Hankou i Hanyang. Wuchang był centrum politycznym, Hankou dzielnicą handlową, a Hanyang obszarem przemysłowym. Po ukończeniu budowy kolei Yuehan, znaczenie Wuhanu jako głównego węzła komunikacyjnego w głębi Chin jeszcze bardziej wzrosło. Miasto służyło również jako ważny punkt tranzytowy dla pomocy zagranicznej napływającej w głąb lądu z portów na południu Chin.
Po zdobyciu Nankinu przez Japończyków większość chińskich instytucji rządowych i kwatera główna dowództwa wojskowego znajdowały się w Wuhanie, mimo że stolicę przeniesiono do Chongqingu. W ten sposób Wuhan stał się faktyczną „wojenną stolicą” Republiki Chińskiej. Chiński wysiłek wojenny skoncentrował się zatem na obronie miasta przed Japończykami. Japoński rząd i kwatera główna Chińskiej Armii Ekspedycyjnej spodziewały się upadku Wuhanu, a wraz z nim całego chińskiego oporu, „w ciągu miesiąca lub dwóch”.

### Przygotowania do bitwy
W grudniu 1937 roku powołano Komisję Spraw Wojskowych, której zadaniem było opracowanie planu obrony Wuhanu. Po utracie Xuzhou przerzucono około 1,1 miliona ludzi, czyli 120 dywizji Narodowej Armii Rewolucyjnej. Komisja podjęła decyzję o zorganizowaniu obrony wokół Gór Dabie, jeziora Poyang i rzeki Jangcy do odparcia ok. 200 000 Japończyków zorganizowanych w 20 dywizjach Cesarskiej Armii Japońskiej. Li Zongren i Bai Chongxi z 5 Strefy Wojennej otrzymali zadanie utrzymania północnej części Jangcy, a Chen Cheng z 9 Strefy Wojennej – obrony południa. 1 Strefa Wojenna, położona na zachód od kolei Pinghan, otrzymała zadanie powstrzymania sił japońskich nadciągających z Niziny Chińskiej. Ostatecznie chińskie wojska w 3 Strefie Wojennej, położonej między Wuhu, Anqing i Nanchangiem, otrzymały zadanie obrony kolei Yuehan.
Po zajęciu Xuzhou w maju 1938 roku Japończycy aktywnie dążyli do rozszerzenia skali inwazji na Chiny. Cesarska Armia Japońska zdecydowała o wysłaniu awangardy do Anqing, które miało posłużyć jako wysunięta baza do ataku na Wuhan. Jej główne siły miały następnie zaatakować obszar na północ od Gór Dabie, przemieszczając się wzdłuż rzeki Huai i ostatecznie zająć Wuhan przez przełęcz Wusheng. Później kolejny oddział miał ruszyć na zachód wzdłuż Jangcy. Jednak powódź na Żółtej Rzece zmusiła Japończyków do porzucenia planu ataku wzdłuż Huai i zdecydowała się na atak wzdłuż obu brzegów Jangcy. 4 maja dowódca sił Japońskiej Armii Cesarskiej, Shunroku Hata, zorganizował około 350 000 żołnierzy 2. i 11 Armii do walki w Wuhanie i okolicach. Pod jego zwierzchnictwem Yasuji Okamura dowodził pięcioma i pół dywizjami 11 Armii wzdłuż obu brzegów Jangcy w głównym ataku na Wuhan, a książę Naruhiko Higashikuni dowodził czterema i pół dywizjami 2 Armii wzdłuż północnego podnóża Gór Dabie, aby wesprzeć główny atak. Siły te zostały wzmocnione o 120 okrętów 3 Floty Cesarskiej Marynarki Wojennej Japonii pod dowództwem Koshirō Oikawy, ponad 500 samolotów sił powietrznych armii japońskiej oraz pięć dywizji z Armii Obszaru Centralnych Chin, które miały chronić zajęte obszary w Szanghaju, Pekinie, Hangzhou i innych ważnych miastach, by osłaniać tyły głównych sił japońskich i pozwolić im dokończyć przygotowania do bitwy.

## Preludium

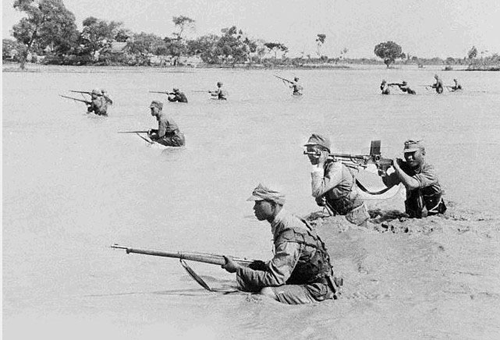
Chińskie wojska przeprawiające się przez Żółtą Rzekę w czerwcu 1938 roku. Tereny leżące nad rzeką zostały celowo zalane przez siły chińskie, aby zyskać czas na obronę Wuhanu

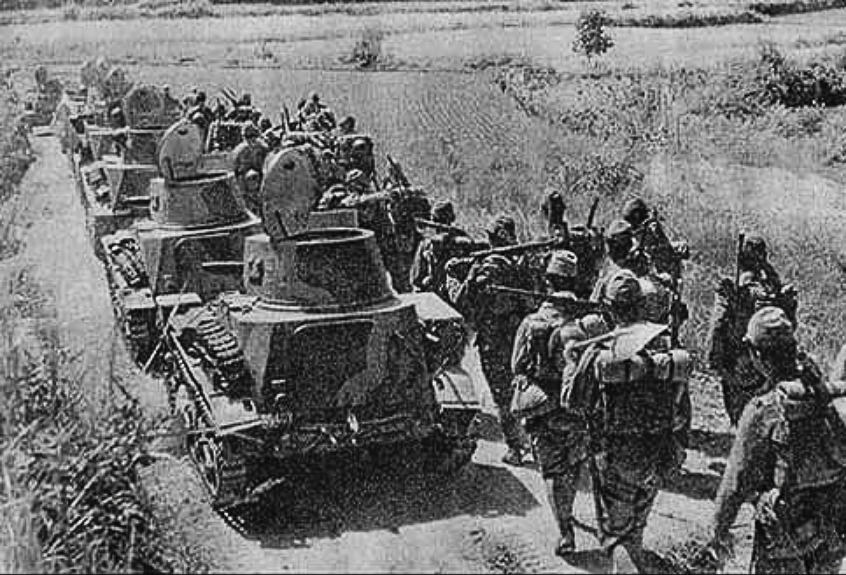
Japońskie tankietki i oddziały saperskie zbliżają się do Wuhanu

Bitwa o Wuhan została poprzedzona japońskim atakiem powietrznym 18 lutego 1938 roku, znanym jako „bitwa powietrzna 2.18”, który zakończył się jego odparciem przez siły chińskie. 24 marca parlament Japonii uchwalił Ustawę o mobilizacji narodowej, która zezwalała na nieograniczone finansowanie wojny. Wprowadzone w ramach tej ustawy Rozporządzenie o poborze do służby narodowej zezwalało również na pobór cywilów do sił zbrojnych. 29 kwietnia japońskie siły powietrzne przeprowadziły duże naloty na Wuhan, aby uczcić urodziny cesarza Shōwy. Chińczycy, dysponując wcześniejszymi informacjami wywiadowczymi, byli dobrze przygotowani. Bitwa ta znana była jako „bitwa powietrzna 4.29” i była jedną z najbardziej zaciętych walk powietrznych II wojny chińsko-japońskiej.
Po upadku Xuzhou w maju 1938 roku Japończycy planowali szeroko zakrojoną inwazję na Hankou i zajęcie Wuhanu, mając na celu zniszczenie głównych sił Narodowej Armii Rewolucyjnej. Chińczycy z kolei wzmacniali swoje wysiłki obronne, gromadząc wojska w regionie Wuhanu. Utworzyli również linię obronną w Henan, aby opóźnić natarcie wojsk japońskich z Xuzhou. Jednak dysproporcja w liczebności wojsk chińskich i japońskich spowodowała, że linia ta szybko się załamała. 
Próbując zyskać więcej czasu na przygotowanie obrony Wuhanu, Chińczycy otworzyli wały przeciwpowodziowe na Żółtej Rzece w Huayuankou, 9 czerwca. Sztucznie wywołana powódź zmusiła Japończyków do opóźnienia ataku na Wuhan i dała obrońcom więcej czasu na przygotowania. Jednak spowodowała również śmierć od 500 000 do 900 000 chińskich cywilów, zalewając wiele miasteczek i wsi w północnych Chinach.

## Bitwa

### Wojna powietrzna i ataki wyprzedzające
18 lutego 1938 roku siły uderzeniowe Cesarskiej Marynarki Wojennej Japonii, złożone z co najmniej 11 myśliwców A5M z 12. i 13 Dywizjonu Kōkūtai, dowodzonych przez por. Takashiego Kaneko, oraz 15 bombowców G3M z Kanoya Kōkūtai, dowodzonych przez kmdr. por. Sugahisę Tuneru, podczas nalotu na Wuhan, starły się z 19 myśliwcami I-15 Chińskich Sił Powietrznych z 22. i 23 Eskadry Pościgowej oraz 10 myśliwcami I-16 z 21 Dywizjonu Pościgowego, wszystkimi pod rozkazami dowódcy 4 Grupy Pościgowej, kpt. Li Guidana, a także z kilkoma innymi myśliwcami Polikarpow z Radzieckiej Grupy Ochotniczej. Myśliwce 4 Grupy miały zestrzelić co najmniej 4 A5M, a radziecka grupa zestrzeliła nie mniej niż 3. Zarówno japoński dowódca grupy myśliwskiej, por. Kaneko, jak i chiński dowódca grupy myśliwskiej, kpt. Li, zginęli w akcji. Jeden w dużej mierze nienaruszony myśliwiec A5M, zestrzelony tego dnia, został odzyskany z uszkodzonym silnikiem i był to drugi A5M, który mógł zostać zbadany, naprawiony i przetestowany w locie przez Chińczyków, po pierwszym AM5 zestrzelonym przez płk. Gao Zhihanga nad Nankinem 12 października 1937 roku.
3 sierpnia 1938 roku 52 chińskie myśliwce, w tym 20 I-15, 13 I-16, 11 Gloster Gladiator i 7 Hawk III, przechwyciły co najmniej 29 myśliwców A5M i 18 bombowców G3M nad Hankou. Były pilot sił powietrznych watażki Kuangsi, Zhu Jiaxun, i jego kolega z eskadry, He Jermin, wraz z chińsko-amerykańskimi pilotami myśliwców Arthurem Chinem i Louie Yim-qunem, wszyscy latający na Gladiatorach, twierdzili, że tego dnia zestrzelono co najmniej cztery A5M.

### Bitwy o Madang i Jiujiang

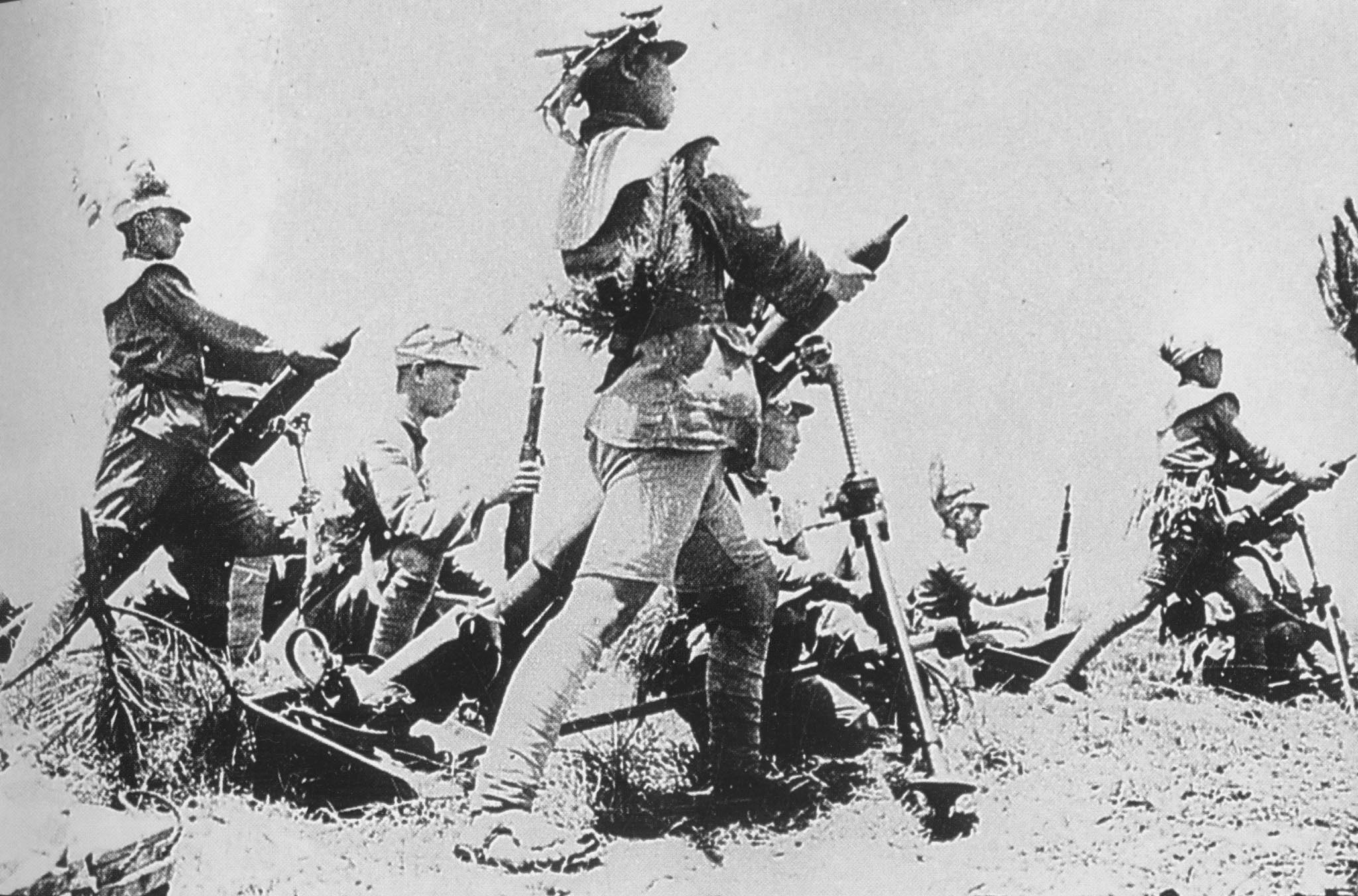
Chińskie moździerze w Xinyangu

15 czerwca Japończycy dokonali desantu morskiego i zdobyli Anqing, co zapoczątkowało lądową bitwę o Wuhan. Zdobycie bazy lotniczej w Anqing umożliwiło japońskim samolotom atak na Jiujiang, główny port rzeczny i węzeł kolejowy położony 160 km w górę rzeki.
Na południowym brzegu Jangcy, w chińskiej 9 Strefie Wojennej, jeden pułk stacjonował na zachód od jeziora Poyang, a drugi w Jiujiangu. Aby zapobiec japońskiemu atakowi na Jiujiang, Chińczycy zbudowali fortyfikacje obronne w Madang, w tym stanowiska artyleryjskie, miny morskie i zapory bambusowe.
24 czerwca Japończycy mniejszymi siłami dokonali niespodziewanego desantu w Madang, podczas gdy główne siły 11 Armii atakowały wzdłuż południowego brzegu Jangcy. Chiński garnizon twierdzy nad rzeką Madang odparł cztery japońskie ataki, ale poniósł duże straty w ludziach w wyniku intensywnego ostrzału przez japońskie okręty na rzece Jangcy, a także ataków gazem bojowym. Z powodu ceremonii w lokalnej szkole wojskowej, zorganizowanej przez Li Yunhenga, generała nadzorującego obronę Madang, większość chińskich oficerów odpowiedzialnych za obronę Madang była nieobecna. W związku z tym w obronie Madangu uczestniczyły jedynie trzy bataliony z 2. i 3 Korpusu chińskiej piechoty morskiej oraz 313 Pułku 53 Dywizji , co daje łącznie nie więcej niż pięć batalionów. Co więcej, gdy dowódca Strefy Wojennej Bai Chongxi nakazał stacjonującej w Pengze 167 Dywizji szybki marsz wzdłuż autostrady w celu wzmocnienia obrońców, dowódca dywizji Xue Weiying zamiast tego zwrócił się o instrukcje do swojego bezpośredniego przełożonego Li Yunhenga. Ten zaś nakazał Xue Weiyingowi obranie trudniejszej trasy, aby uniknąć japońskich bombowców. W związku z tym posiłki przybyły zbyt późno, a Madang upadł po trzydniowej bitwie. Czang Kaj-szek natychmiast nakazał kontratak, oferując nagrodę w wysokości 50 000 juanów dla jednostki, która odbije twierdzę. 28 czerwca 60 Dywizja z 18 Korpusu i 105 Dywizja z 49 Korpusu z powodzeniem odbiły Xiangshan i otrzymały po 20 000 juanów, ale nie mogły poczynić dalszych postępów. Gdy armia japońska zaatakowała Pengze, chińskie jednostki przeszły do obrony. Czang Kaj-szek postawił przed sądem wojskowym generała nadzorującego obronę Madang, Li Yunhenga, i kazał stracić dowódcę dywizji, Xue Weiyinga.
Klęska pod Madang otworzyła drogę do Jiujiang. Japończykom zajęło prawie trzy tygodnie oczyszczenie toru wodnego wokół Madang z min, co kosztowało ich pięć trałowców, dwa okręty wojenne i barkę desantową pełną dobrze wyszkolonych żołnierzy piechoty morskiej. Po upadku Madangu w regionie Jiujiang – Ruichang stacjonowało około 200 tys. chińskich żołnierzy pod podwójnym dowództwem Xue Yue i Zhanga Fukui. Japończycy najpierw zdobyli miasto Pengze, ale napotkali opór w Hukou, w wyniku którego ponownie użyli gazu bojowego w pięciodniowej bitwie. Nie było wystarczającej liczby łodzi, aby ewakuować żołnierzy 26 Dywizji z Hukou, a jedynie ponad 1800 z ponad 3100 cywilów uciekających z miasta zostało przyjętych przez dywizję. Większość z ponad 1300 zaginionych żołnierzy utonęła, próbując przeprawić się przez jezioro Poyang.
Japończycy dotarli do Jiujiangu dwa tygodnie po upadku Hukou. Chińscy obrońcy próbowali stawić opór japońskiemu natarciu, ale byli zbyt zdezorganizowani i nieskoordynowani, aby odeprzeć japońską 106 Dywizję. Jiujiang został zdobyty 26 czerwca po pięciodniowej bitwie. Decyzja o odwrocie podjęta przez siły chińskie zapadła zbyt nagle, by móc ewakuować ludność cywilną, pozostawiając wielu mieszkańców na łaskę japońskich okupantów.

### Masakra w Jiujiangu
Po zdobyciu Jiujiangu okupacyjne siły japońskie popełniły „masakrę nankińską na mniejszą skalę” na ludności cywilnej miasta. Mężczyźni zostali bezlitośnie rozstrzelani wraz z jeńcami wojennymi, a kobiety i dzieci były masowo gwałcone. Ponadto wiele dzielnic miejskich i wiosek zostało celowo zrównanych z ziemią, w tym miejskie fabryki ceramiki i system transportu wodnego.
90 000 cywilów zostało zamordowanych przez armię japońską w Jiujiangu i okolicach.

### Kampania na południowej linii rzeki Jangcy
Japoński Oddział Namita ruszył na zachód wzdłuż rzeki, wylądował na północny wschód od Ruichang 10 sierpnia i przypuścił atak na miasto. Broniący się tam chiński 2 Korpus został wzmocniony przez 32 Grupę Armii i początkowo powstrzymał japoński atak. Jednak gdy japońska 9 Dywizja weszła do walki, chińscy obrońcy byli już wyczerpani, a Ruichang upadł 24 sierpnia.
Japońska 9 Dywizja i oddział Namita kontynuowały marsz wzdłuż rzeki, a japońska 27 Dywizja w tym samym czasie zaatakowała Ruoxi. Chiński 30. i 18 Korpus stawiały opór wzdłuż drogi Ruichang – Ruoxi i w okolicy, co doprowadziło do impasu trwającego ponad miesiąc, aż do zdobycia Ruoxi przez japońską 27 Dywizję 5 października. Następnie siły japońskie skierowały się na północny wschód, zdobyły Xintanpu w prowincji Hubei 18 sierpnia i ruszyły w kierunku Dazhi.
W międzyczasie inne siły japońskie i wspierająca je flota rzeczna kontynuowały natarcie na zachód wzdłuż Jangcy, napotykając opór broniącej się chińskiej 31 Armii i 32 Grupy Armii na zachód od Ruichang. Kiedy miasto Madang i góra Fujin, oba w regionie Yangxin, zostały zdobyte, chiński 2 Korpus rozmieścił 6., 56., 75. i 98 Armię wraz z 30 Grupą Armii, aby wzmocnić obronę regionu Jiangxi. Bitwa trwała do 22 października, kiedy to Chińczycy stracili inne miasta w regionie Yangxin, prowincjach Dazhi i Hubei. Japońska 9 Dywizja i Oddział Namita zbliżały się teraz do Wuchangu.

### Bitwa o Wanjialing

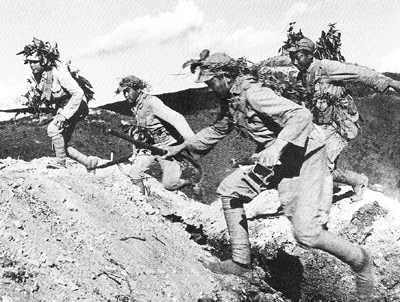
Natarcie wojsk chińskich podczas bitwy o Wanjialing

Podczas gdy armia japońska atakowała Ruichang, 106 Dywizja przemieszczała się wzdłuż linii kolejowej Nanxun, obecnie znanej jako linia Nanchang – Jiujiang, od strony południowej. Broniące się tam chińskie 4 Armia, 8 Grupa Armii i 29 Grupa Armii opierały się na korzystnym terenie pod Lushan i na północ od linii kolejowej Nanxun. W rezultacie japońska ofensywa poniosła porażkę. 20 sierpnia japońska 101 Dywizja przekroczyła jezioro Poyang z regionu Hukou, aby wzmocnić 106 Dywizję, która przełamała linie obronne chińskiej 25 Armii i zdobyła Xinzhi. Wraz ze 106 Dywizją podjęła próbę zajęcia regionu De'an i Nanchangu, aby chronić południową flankę armii japońskiej, która posuwała się na zachód. Xue Yue, głównodowodzący chińskiego 1 Korpusu, użył 4., 29., 66. i 74 Armii, aby połączyć się z 25 Armią i stoczył z Japończykami zaciętą bitwę pod Madang i na północ od De'an, która doprowadziła do impasu.
Pod koniec września cztery pułki japońskiej 106 Dywizji okrążyły region Wanjialing, na zachód od De’an. Xue Yue dowodził chińskimi 4., 66. i 77 Armią, aby oskrzydlić Japończyków. Japońska 27 Dywizja próbowała wzmocnić pozycję, ale została zaatakowana z zasadzki i odparta przez chińską 32 Armię dowodzoną przez Shang Zhena na drodze Baisui, na zachód od Wanjialingu. 7 października chińska armia przeprowadziła ostateczny, zakrojony na szeroką skalę atak, aby okrążyć wojska japońskie. Bitwa trwała trzy dni, a wszystkie japońskie kontrataki zostały odparte przez Chińczyków.
Do 10 października japońska 106 Dywizja, a także 9., 27. i 101 Dywizja, które ją wzmocniły, poniosły ciężkie straty. Brygady Aoki, Ikeda, Kijima i Tsuda również zostały zniszczone w okrążeniu. Ponieważ japońskie siły w regionie utraciły zdolność dowodzenia, setki oficerów z innych jednostek zostało przeniesionych na ten obszar. Z czterech japońskich dywizji, które wzięły udział w bitwie, tylko około 1500 żołnierzy zdołało wydostać się z okrążenia. Wydarzenie to zostało później nazwane przez Chińczyków Zwycięstwem w Wanjialing.
W 2000 roku japońscy historycy wojskowości przyznali, że 9., 27., 101. i 106 Dywizja oraz podległe im jednostki poniosły ogromne straty w bitwie o Wanjialing, które zwielokrotniły liczbę poległych żołnierzy czczonych w japońskich świątyniach. Stwierdzili również, że straty te nie zostały publicznie ogłoszone w trakcie wojny, aby utrzymać dobre morale społeczeństwa i zaufanie do wysiłku wojennego.

### Na północ od rzeki Jangcy

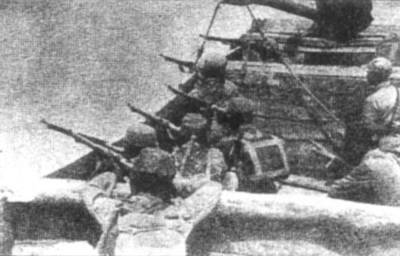
Chińscy obrońcy nad rzeką Jangcy podczas bitwy o Wuhan

W Szantungu 1000 żołnierzy pod dowództwem Shi Yousana, który wielokrotnie dezerterował do wrogich watażków, aż wreszcie sam założył swoją klikę, zajęło Jinan i utrzymało go przez kilka dni. Partyzanci na krótko opanowali również Yantai. Obszar na wschód od Changzhou aż do Szanghaju był kontrolowany przez inne chińskie siły niezależne, dowodzone przez Dai Li, które stosowały taktykę partyzancką na przedmieściach Szanghaju i po drugiej stronie rzeki Huangpu. Siły te składały się z członków tajnego stowarzyszenia Zielonego Gangu i Tiandihui, skupiając się głownie na zabijaniu szpiegów i kolaborantów. Podczas tej akcji straciły ponad 100 ludzi. 13 sierpnia członkowie sił nieregularnych wkradli się do japońskiej bazy lotniczej w Hongqiao i wywiesili na niej chińską flagę.
W tym samym czasie japońska 6 Dywizja przełamała linie obronne chińskiej 31. i 68 Armii. 24 lipca i 3 sierpnia zdobyli regiony Taihu, Susong i Huangmei. W miarę jak Japończycy kontynuowali marsz na zachód, chińska 4 Armia z 5 Strefy Wojennej rozmieściła swoje główne siły w Guangji, Hubei i Tianjia, aby zatrzymać japońską ofensywę. 11 Grupa Armii i 68 Armia otrzymały rozkaz utworzenia linii obronnej w regionie Huangmei, a 21. i 29 Grupa Armii, a także 26 Armia, ruszyły na południe, aby oflankować Japończyków.
Chińczycy odbili Taihu 27 sierpnia, a Susong 28 sierpnia. Jednak wraz z przybyciem japońskich posiłków 30 sierpnia, chińska 11 Grupa Armii i 68 Armia nie odniosły sukcesu w kontrofensywie. Wycofały się do regionu Guangji, aby kontynuować walkę z Japończykami wraz z 26., 55. i 86 Armią. Chińska 4 Grupa Armii poleciła 21. i 29 Grupie Armii oskrzydlić Japończyków od północnego wschodu maszerując od strony Huangmei, ale nie udało im się powstrzymać japońskiego natarcia. Guangji upadło 6 września. 8 września Guangji zostało odzyskane przez chiński 4 Korpus, ale Wuxue zostało utracone tego samego dnia.

### Bitwa o Tianjiazhen
Armia japońska oblegała następnie twierdzę rzeczną Tianjiazhen. Znajdowała się ona w naturalnym zwężeniu rzeki Jangcy, której szerokość miała wówczas zaledwie 600 m w najwęższym miejscu. Aby wykorzystać tę naturalną przeszkodę, Chińczycy od końca 1937 roku budowali potężne blanki i fortyfikacje z pomocą radzieckich doradców i tysięcy lokalnych robotników.
W Tianjiazhen stacjonowały tysiące najlepszych chińskich żołnierzy z Armii Centralnej, w tym doświadczeni weterani bitwy o Szanghaj. Jej dowódcy byli absolwentami Akademii Wojskowej w Whampoa.
Japończycy atakowali Tianjiazhen głównie drogą lądową, ale ponieśli straty z powodu słabych linii zaopatrzeniowych i ataków chińskich partyzantów. Stoczone tam walki były jednymi z najkrwawszych w całej kampanii wuhańskiej i trwały ponad miesiąc, aż do ostatecznego zdobycia miasta przez Japończyków 29 września. Aby pokonać chińskich obrońców, Japończycy uciekli się do użycia dużych ilości gazu bojowego, co okazało się ich jedynym decydującym środkiem do osiągnięcia zwycięstwa.
Po upadku twierdzy Tianjiazhen Japończycy kontynuowali atak na zachód, zdobywając Huangpo 24 października i szybko zbliżając się do Hankou.

### Góry Dabie
Na północ od Gór Dabie chińska 3 Grupa Armii z 5 Strefy Wojennej stacjonowała w regionach Liuan i Huoshan w prowincji Anqing, gdzie stacjonowały 19. i 51 Grupa Armii oraz 77 Armia. 71 Armia miała za zadanie obronę Gór Fujin i regionu Gushi w Henanie. Chińska 2 Grupa Armii stacjonowała w Shangchengu w Henanie i Machengu w prowincji Hubei. Chińska 27 Grupa Armii i 59 Armia stacjonowały w regionie Żółtej Rzeki, a 17 Armia została rozmieszczona w regionie Xinyangu, aby zorganizować prace obronne.
Japończycy zaatakowali pod koniec sierpnia, a 2 Grupa Armii maszerowała z Hefei dwoma różnymi szlakami. 13 Dywizja, na południowym szlaku, przełamała linię obronną chińskiej 77 Armii i zdobyła Huoshan, kierując się w stronę Yejiaji. Pobliska chińska 71 Armia i 2 Grupa Armii wykorzystały swoje istniejące pozycje do dalszego oporu, co zatrzymało japońską 13 Dywizję. W związku z tym wezwano 16 Dywizję do wzmocnienia ataku. 16 września Japończycy zdobyli Shangcheng. Obrońcy wycofali się z miasta na południe i wykorzystali swoje strategiczne twierdze w Górach Dabie do kontynuowania oporu. 24 października Japończycy zajęli Macheng.
10 Dywizja stanowiła główną siłę na północnym szlaku. 28 sierpnia przełamała linię obronną chińskiej 51 Armii i zdobyła Liuan. 6 września zdobyła Gushi i kontynuowała natarcie na zachód. Chińska 27 Grupa Armii i 59 Armia zebrały się w rejonie Żółtej Rzeki, aby stawić opór. Po dziesięciu dniach walk Japończycy przekroczyli Żółtą Rzekę 19 września. 21 września japońska 10 Dywizja pokonała chińską 17 Grupę Armii i 45 Armię oraz zdobyła Lushan.
10 Dywizja kontynuowała marsz na zachód, ale napotkała chiński kontratak na wschód od Xinyangu i została zmuszona do wycofania się do Lushan. Japońska 2 Grupa Armii nakazała 3 Dywizji pomoc 10 Dywizji w zdobyciu Xinyangu. 6 października 3 Dywizja zatoczyła koło w kierunku Xintangu i zdobyła stację Liulin na linii kolejowej Pinghan. 12 października japońska 2 Armia zdobyła Xinyang i ruszyła na południe od linii kolejowej Pinghan, aby zaatakować Wuhan wspólnie z 11 Armią.

### Walki w Kantonie

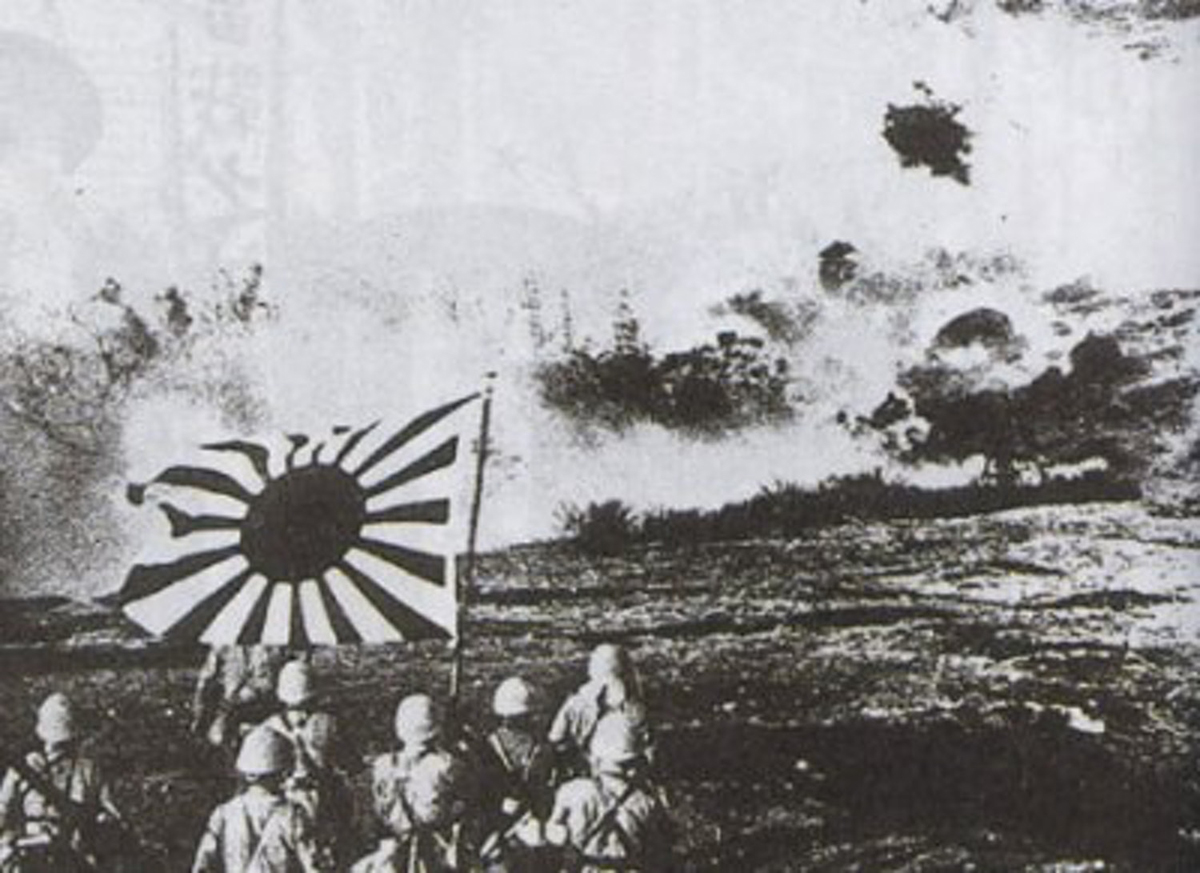
Oddziały japońskiej piechoty morskiej niszczą chiński schron bojowy podczas operacji w Kantonie

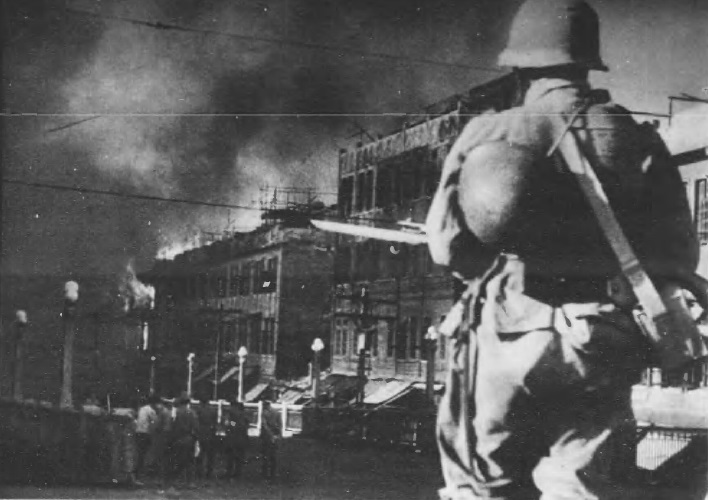
Płonące Hankou po wycofaniu się wojsk chińskich

Utrzymujący się impas wokół Wuhanu i ciągły napływ pomocy zagranicznej dla sił chińskich z portów na południu skłoniły Japońską Armię Cesarską do decyzji o wysłaniu trzech dywizji rezerwowych w celu wywarcia presji na morskie linie żeglugowe. W ten sposób podjęto decyzję o zajęciu portu w Guangdong poprzez desant desantowy. Z powodu walk w Wuhanie znaczna część chińskich sił z Kantonu została przeniesiona w rejon działań wojennych. W związku z tym tempo natarcia w tym obszarze było znacznie szybsze niż oczekiwano i Kanton wpadł w ręce Japończyków 21 października.
Upadek Kantonu oznaczał utratę głównego szlaku dostaw pomocy zagranicznej do centralnych Chin – dwóch linii kolejowych łączących Koulun z Kantonem i Kanton z Wuhanem. W ten sposób znaczenie Wuhanu znacznie strategiczne zmalało. Armia chińska, mając nadzieję na uratowanie pozostałych sił, opuściła miasto w październiku. Armia japońska zdobyła Wuchang i Hankou 26 października, a Hanyang 27 października, co zakończyło kampanię wuhańską.

## Użycie broni chemicznej
Według Yoshiakiego Yoshimiego i Seiya Matsuno, cesarz Hirohito upoważnił specjalnymi rozkazami (rinsanmei) dowódców armii japońskiej do użycia broni chemicznej przeciwko Chińczykom. Podczas bitwy o Wuhan książę Kan'in Kotohito przekazał rozkazy cesarza dotyczące użycia gazu bojowego 375 razy, od sierpnia do października 1938 rok, pomimo IV deklaracji haskiej z 1899 roku – Deklaracji w sprawie użycia pocisków, których celem jest rozpylanie gazów duszących lub szkodliwych, artykułu 23(a) konwencji haskiej IV z 1907 roku – Prawa i zwyczaje wojny lądowej oraz artykułu 171 traktatu pokojowego w Wersalu. Według innego memorandum, odkrytego przez historyka Yoshiakiego Yoshimiego, książę Naruhiko Higashikuni zezwolił na użycie gazu bojowego przeciwko Chińczykom 16 sierpnia 1938 roku. Rezolucja przyjęta przez Ligę Narodów 14 maja potępiła użycie gazu bojowego przez Cesarską Armię Japońską.
Japonia intensywnie używała broni chemicznej przeciwko Chińczykom, aby zrekompensować niedostateczną liczebność swoich sił zbrojnych w walce i ponieważ Chiny nie posiadały własnych zapasów gazu bojowego, które mogłyby posłużyć do odwetu. Japończycy użyli gazu bojowego pod Hankou, aby złamać chiński opór po tym, jak konwencjonalne ataki zostały odparte przez chińskich obrońców. Rana Mitter napisała: Pod dowództwem generała Xue Yue około 100 000 chińskich żołnierzy odparło siły japońskie pod Huangmei. W twierdzy Tianjiazhen tysiące ludzi walczyło do końca września, a zwycięstwo Japończyków zapewniło jedynie użycie gazu bojowego. Jednak nawet po tym czołowi chińscy generałowie wydawali się niezdolni do współpracy w Xinyangu, a wojska Li Zongrena w Kuangsi były wyczerpane. Spodziewali się, że wojska Hu Zongnana, innego generała bliskiego Czang Kaj-szekowi, przyjdą im z pomocą, ale zamiast tego Hu wyprowadził swoje wojska z miasta. Japonia użyła również gazu bojowego przeciwko chińskim armiom muzułmańskim w bitwie o Wuyuan i bitwie o Zachodni Suiyuan.

## Następstwa
Po czterech miesiącach walk Japończycy zdobyli Wuhan. Jednak główne chińskie siły lądowe pozostały w dużej mierze nienaruszone, a wojska japońskie zostały znacznie osłabione. Bitwa o Wuhan dała chińskim siłom w środkowych Chinach więcej czasu na przesunięcie się w głąb lądu, do górzystej twierdzy Chongqing, i tym samym położenie podwalin pod długotrwałą wojnę obronną. Wuhan i prowincja Hubei zapewniły Japończykom nowe bazy lotnicze i zaplecze logistyczne, wspierające masową kampanię bombardowań terrorystycznych „wspólnych sił uderzeniowych” skierowanych na Chongqing i Chengdu pod kryptonimem operacja 100.
Po zwycięstwie w bitwie o Wuhan jesienią 1938 roku Japończycy wkroczyli głęboko na terytorium kontrolowane przez chińskich komunistów i przerzucili 50 000 żołnierzy do regionu przygranicznego Shanxi – Chahar – Hebei. Oddziały komunistycznej 8 Armii Szlaku wkrótce zaatakowały nacierających Japończyków, zadając im od 3000 do 5000 ofiar i doprowadzając do odwrotu Japończyków z tego obszaru.
Aż do rozpoczęcia operacji Ichi-gō w 1944 roku Japończycy nie podjęli żadnych większych operacji ofensywnych w Chinach; lokalne natarcia w latach 1942–1944 miały na celu jedynie szkolenie rekrutów i były prowadzone w bardzo ograniczonym zakresie. Chińczykom udało się zachować siły, aby kontynuować opór wobec coraz bardziej osłabionych Japończyków, który ograniczył ich zdolność do reagowania na rosnące napięcia między Japonią a Związkiem Radzieckim.